# Hevossaari (ö i Birkaland, Tammerfors, lat 61,79, long 23,67)
Hevossaari är en ö i Finland. Den ligger i sjön Kuusjärvi och i kommunen Ylöjärvi i den ekonomiska regionen Tammerfors och landskapet Birkaland, i den södra delen av landet, 190 km norr om huvudstaden Helsingfors. Öns area är 19,2 hektar och dess största längd är 0,7 kilometer i sydöst-nordvästlig riktning.